# Gilberto Gazcón
Gilberto Gazcón Anda (né le 19 mai 1929 à Mexico et mort le 11 mai 2013) est un réalisateur, scénariste, monteur et producteur mexicain pour le cinéma.

## Filmographie

### Comme réalisateur
- 1958 : El boxeador
- 1960 : Los desarraigados
- 1960 : El gran pillo
- 1960 : La cárcel de Cananea
- 1961 : Remolino
- 1961 : Suerte te dé Dios
- 1961 : Tres tristes tigres
- 1961 : Juan sin miedo
- 1962 : Cielo rojo
- 1962 : Atrás de las nubes
- 1963 : La risa de la ciudad
- 1966 : La Rage de survivre
- 1969 : Al rojo vivo
- 1970 : Tres amigos
- 1970 : El cinico
- 1971 : Ya somos hombres
- 1971 : Los novios
- 1971 : El cielo y tu
- 1974 : El desconocido
- 1976 : El niño y la estrella
- 1977 : Traigo la sangre caliente
- 1978 : El regreso de los perros callejeros
- 1980 : Perro callejero
- 1981 : Perro callejero II
- 1983 : Dos de abajo
- 1986 : El Cafre
- 1989 : Rosa de dos aromas
- 1995 : Félix, como el gato
- 1998 : Push to Open

### Comme scénariste
- 1951 : Fierecilla  de Fernando Méndez
- 1952 : El lobo solitario de Vicente Oroná
- 1952 : La justicia del lobo de Vicente Oroná
- 1952 : Vuelve el lobo de Vicente Oroná
- 1952 : La hija del ministro de Fernando Méndez
- 1953 : El lunar de la familia de Fernando Méndez
- 1953 : Genio y figura de Fernando Méndez
- 1954 : El jinete de Vicente Oroná
- 1954 : Con el diablo en el cuerpo de Raúl de Anda
- 1954 : Los aventureros de Fernando Méndez
- 1955 : Fugitivos: Pueblo de proscritos de Fernando Méndez
- 1955 : ¡Vaya tipos! de Fernando Méndez
- 1955 : Tres bribones de Fernando Méndez
- 1956 : Ay, Chaparros... ¡Cómo abundan! de Rolando Aguilar
- 1959 : Quietos todos de Zacarías Gómez Urquiza
- 1959 : Señoritas de Fernando Méndez
- 1960 : Los desarraigados de lui-même
- 1960 : La cárcel de Cananea de lui-même
- 1961 : Tres tristes tigres de lui-même
- 1961 : Juan sin miedo de lui-même
- 1962 : Atrás de las nubes de lui-même
- 1963 : La risa de la ciudad de lui-même
- 1963 : En la vieja California de Jesús Marín
- 1963 : Los bravos de California de Jesús Marín
- 1964 : Gallo con espolones de Zacarías Gómez Urquiza
- 1966 : Rage de lui-même
- 1969 : Al rojo vivo de lui-même
- 1970 : Tres amigos de lui-même
- 1970 : El cinico de lui-même
- 1971 : Ya somos hombres de lui-même
- 1971 : Los novios de lui-même
- 1971 : El cielo y tu de lui-même
- 1974 : El desconocido de lui-même
- 1976 : El niño y la estrella de lui-même
- 1995 : Félix, como el gato de lui-même
- 1998 : Push to Open de lui-même

### Comme producteur
- 1966 : Rage de lui-même
- 1976 : El niño y la estrella de lui-même
- 1992 : Relaciones violentas de Sergio Véjar
- 1997 : Los peluqueros de Javier Durán

### Comme monteur
- 1955 : Félix, como el gato de lui-même